# Sisophon
Sisophon ou Serei Saophoan est la capitale de la province de Banteay Mean Chey, au Cambodge. La ville sépare la route nationale 5 du Cambodge et la route nationale 6.
Le nom, d'origine sanskrite (śri śubhana), signifie "glorieuse et auspicieuse".
À quarante minutes de Sisophon sur un chemin de terre mal entretenu se trouve une ruine de temple khmer.